# 하양경관농업단지
하양경관농업단지(河陽景觀農業團地, Hayang Scenic Agriculture Complex)는 대한민국 경산시에 있는 공원이다. 하양읍 일대 금호강 주변에 약 50,000m² 규모로 청보리밭과 코스모스 꽃밭이 조성되어 있고, 경산하양강변축구장이 설치되어 있다.

## 같이 보기
- 금호강
- 경산하양강변축구장